# Bataille d'Aculco
Guerre d'indépendance du Mexique
La bataille d'Aculco est un affrontement militaire de la guerre d'indépendance du Mexique qui a eu lieu le 7 novembre 1810, sur une colline proche de la ville de Aculco, appartenant à l'intendance du Mexique et située dans l'actuel État de Mexico. Cette bataille survint après que Miguel Hidalgo a décidé de retirer ses troupes après la victoire obtenue lors de la bataille de Monte de las Cruces le 30 octobre de cette même année.

## Bataille
Le 1er novembre, Mariano Jiménez (es) et Mariano Abasolo (es) rencontrèrent le vice-roi Francisco Javier Venegas qui refusa de livrer la capitale de la Nouvelle-Espagne aux insurgés. Cette décision, conjuguée au manque de nourriture, au manque d'armement et la proximité des troupes royalistes dirigées par Félix María Calleja del Rey et Manuel de Flon, comte de la Cadena, conduisit l'armée des insurgés à se retirer de la zone et à se rendre à l'ouest de la Nouvelle-Espagne. Le brigadier Félix María Calleja qui avait mobilisé ses troupes de San Luis Potosí, rencontra les insurgés à Aculco le 6 novembre 1810.
Le 6 novembre, Calleja arriva à Arroyo Zarco où il apprit avec stupéfaction que Hidalgo et Allende se trouvaient à proximité avec une foule d'hommes indisciplinés, sans armes et regroupés de façon informelle dans une parodie de régiment à Aculco.
L'armée des insurgés démoralisée par la décision erronée de Hidalgo de ne pas prendre Mexico, comptait quarante mille hommes mal armés et indisciplinés, dont environ quatre mille soldats des forces insurgées régulières. Calleja disposait quant à lui de deux mille fantassins, sept mille chevaux et douze pièces d'artillerie.
Dans la matinée du 7 novembre, l'armée rebelle déserta le champ de bataille après avoir reçu un feu nourri d'artillerie de la part des forces royalistes.
Le bilan de cette brève bataille fut dévastateur pour les insurgés qui perdirent huit canons, onze fûts de poudre à canon, quarante boîtes à mitraille, cinquante balles de fer, dix grappes d'obus, trois cents fusils, deux drapeaux, un chariot de victuailles, 1 300 bœufs, 1 600 moutons, deux cents chevaux, plusieurs voitures avec des blessés qui furent exécutés plus tard, seize véhicules pour les officiers et ce qui est pire, deux cents morts et blessés et six cents prisonniers. Les royalistes récupérèrent en outre Raúl Merino et Garcia Conde, prisonniers des insurgés et qui furent libérés au moment où la bataille était perdue.

## Sources
- (es) Cet article est partiellement ou en totalité issu de l’article de Wikipédia en espagnol intitulé « Batalla de Aculco » (voir la liste des auteurs).
- Zárate, Julio (1880), «La Guerra de Independencia», de Vicente Riva Palacio, México a través de los siglos, volume 3, México: Ballescá y compañía